# Mont Cheops
Le mont Cheops (anglais : Cheops Mountain) est une montagne de la Colombie-Britannique (Canada) située dans le parc national des Glaciers tout juste à l'ouest du col Rogers. Il fait partie du chaînon Hermit, lui-même inclus dans les chaînes Selkirk et Columbia.

## Toponymie
Le mont Cheops a été nommé ainsi car il aurait une vague ressemblance avec la pyramide de Khéops.